# Efectul Tanzi
Efectul Tanzi este o situație economică ce implică o perioadă de inflație ridicată într-o țară care duce la un declin al volumului colectării taxelor și la deteriorarea veniturilor fiscale reale colectate de guvernul țării respective. Acest lucru se datorează intervalului de timp scurs între momentul în care are loc evenimentul impozabil și momentul în care colectarea taxei devine efectivă. Efectul a fost observat de către economiști încă din anii 1920, dar economistul italian Vito Tanzi a fost cel care a explicat cauzele reale într-un ziar din 1977.

## Ipotezele anterioare
Efectul a fost cunoscut de la încheierea primului război mondial. Economistul Italian Costantino Bresciani Turroni a descris un fenomen similar pentru hiperinflația germană. Anterior teoriei lui Tanzi, o ipoteză comună  a fost că administrația fiscală a devenit oarecum mai puțin eficientă decât în perioada de dinainte de apariția inflației ridicate. O altă ipoteză a fost aceea că într-o perioadă de inflație ridicată oameni cresc rata lor de evaziune fiscală. O versiune mai sofisticată a acestei a doua ipoteze a fost că, pe măsură ce inflația crește, intermedierile bancare se micșorează și creditul devine mai rar. În Argentina, efectul este cunoscut sub numele de efectul Olivera-Tanzi în semn de recunoaștere pentru Julio Olivera, care a observat asocierea dintre scăderea veniturilor din impozite și inflația ridicată. Conform lui Tanzi „Domnul Olivera a raportat scăderea, dar nu a oferit o explicație pentru asta; în schimb, el s-a concentrat asupra implicațiilor acesteia pentru evoluțiile macroeconomice”.

## Cauze
Obligația legală de a plăti un impozit (taxa de răspundere) are loc atunci când anumite evenimente au loc. De exemplu, obligația de a plăti un impozit pe venit are loc atunci când venitul este câștigat. Obligația de a plăti un impozit pe vânzări apare atunci când un element supus impozitului pe vânzări este vândut. Obligația de a plăti un impozit pe importuri apare atunci când mărfurile trec frontiera. Toate aceste evenimente impozabile stabilesc o cerere din partea guvernului către contribuabili și o obligație a contribuabililor către guvern. Cu toate acestea, din motive practice sau de ordin administrativ, plățile efective nu au fost realizate imediat la momentul când evenimentele impozabile  au avut loc, ci ceva mai târziu. În unele cazuri, mult mai târziu. De exemplu, impozitele pe venituri într-un an se pot plăti abia anul viitor. Taxele și impozitele datorate pe vânzarea de bunuri și servicii nu pot fi plătite către guvern, de către vânzătorul bunurilor care reține taxele de la consumatori (un magazin), până cândva mai târziu, probabil, 30 sau 60 de zile mai târziu. Aceste întârzieri în plata (aceste decalaje de colectare) au puțină importanță atunci când nu există nici inflație sau atunci când rata inflației este scăzută. Cu toate acestea, cu cât rata inflației devine mai mare, cu atât mai mică devine valoare reală de plată primită de către guvern comparată cu valoarea acesteia dacă ar fi fost făcută imediat după ce evenimentul impozabil s-a întâmplat; adică, fără să existe vreun decalaj. Astfel, întârzierea de colectare devine o variabilă fundamentală în determinarea veniturilor fiscale reale în situații de inflație ridicată. Atunci când inflația este foarte mare, și o țară încearcă să-și finanțeze cheltuielile publice prin tipărirea de bani, actul de imprimare a mai multor bani, prin creșterea ratei inflației, ar putea reduce veniturile fiscale cu mai mult decât valoarea reală a veniturilor din finanțarea inflaționistă (din tipărirea de bani).

## Consecințe
Un decalaj de colectare de două luni, ceea ce era normal pentru plata impozitelor pe vânzări, cum ar fi taxa pe valoarea adăugată, combinată cu o rată lunară a inflației de 10%, ar conduce la o reducere a veniturilor fiscale reale de aproximativ 20%. O rată lunară a inflației de 20% ar duce la o scădere a veniturilor fiscale reale de aproximativ 40%.

## Exemple
Exemplu de efect Tanzi include toate țările care s-au confruntat cu hiperinflație sau cu valori  foarte ridicate ale inflației. Chile în timpul conducerii lui Salvador Allende, sau Argentina  în 1975.

## Soluție
Deși eforturile în reducerea decalajului de colectare poate ajuta, controlul inflației este politica recomandată. O scădere a inflației va duce la o creștere a veniturilor fiscale. De exemplu, în 1991, Argentina a introdus planul de convertibilitate care a legat peso-ul de dolar, reducând brusc rata inflației. Marele scădere a ratei inflației a condus la o creștere mare a veniturilor fiscale reale. Unele țări cum ar fi Brazilia și Chile au mers chiar mai departe indexând obligația fiscală cu rata inflației, astfel încât să reducă sau să neutralizeze impactul decalajului de colectare a impozitelor asupra veniturilor fiscale.